# Donna Powell
Donna Maree Powell (* 6. November 1968) ist eine australische Badmintonspielerin. 

## Karriere
Donna Powell nahm 1990 an den Commonwealth Games teil. Im Dameneinzel unterlag sie dabei in ihrem Auftaktmatch mit 6:11 und 2:11 und belegte somit Rang 17 in der Endabrechnung. 1989 und 1991 startete sie bei den Australia Open. 1990 siegte sie bei den Victoria International.